# Polianthion wichurae
Polianthion wichurae är en brakvedsväxtart som först beskrevs av Christian Gottfried Daniel Nees von Esenbeck och Reiss., och fick sitt nu gällande namn av K.R.Thiele. Polianthion wichurae ingår i släktet Polianthion och familjen brakvedsväxter. Inga underarter finns listade i Catalogue of Life.